# Sara Gallardo
Sara Gallardo Drago Mitre (Buenos Aires, 23 de dezembro de 1931 – 14 de junho de 1988) foi uma escritora e jornalista argentina.
Autora de seis romances e um livro de contos, além de artigos jornalísticos e contos infantis, sua obra, embora reconhecida, foi relegada ao ostracismo na época por não pertencer ao cânone literário vigente, até que, na década de 2000, foi republicada e traduzida para vários idiomas graças à procura de críticos acadêmicos e escritores como Leopoldo Brizuela, Lucía De Leone e Enzo Maqueira.

## Biografia
Sara nasceu em 1931, em Buenos Aires em uma família de classe média alta e foi criada em uma grande propriedade no interior. Era filha do historiador Guillermo Gallardo, neta do ministro Ángel Gallardo, bisneta do escritor Miguel Cané e tataraneta do político e escritor Bartolomé Mitre. A ampla biblioteca da casa da família despertou seu interesse pela literatura. Sara era irmã da editora Marta Gallardo e do jornalista Jorge Emilio Gallardo (1939-2012)
Ainda jovem, viajou para vários países das Américas, da Europa e do Oriente Médio. Foi colaboradora de vários portais da imprensa, como o La Nación e paras as revistas Confirmado e Primera Plana, entre outras. Sara começou a publicar literatura em 1958.
Foi casada duas vezes. A primeira com o jornalista Luis Pico Estrada e a segunda vez com Héctor Alberto Álvarez, escritor, ensaísta, poeta e tradutor argentino. Muito abalada pela morte súbita de Héctor em 1975, Sara se mudou com os filhos para La Cumbre, em na província de Córdova, em uma casa ofertada pelo escritor Manuel Mujica Lainez.
Em seus últimos anos, viajou para a Espanha, onde escreveu em 1979 La rosa en el viento, seu último livro, seguindo para a Suíça e depois para a Itália.

## Morte
Ao retornar da Europa, Sara teve uma severa crise de asma e morreu nesta cidade em 14 de junho de 1988, aos 57 anos. Deixou notas sobre uma biografia que pretendia escrever sobre a vida da filósofa judia, convertida ao catolicismo Edith Stein, morta em Auschwitz.

## Obras

### Romances
- Enero (1958)
- Pantalones azules (1963)
- Los galgos, los galgos (1968)
- Eisejuaz (1971)
- La rosa en el viento (1979)

### Contos
- El país del humo (1977)

### Literatura infantil
- Los dos amigos (1974)
- Teo y la T.V. (1974)
- Las siete puertas (1975)

### Outros
- ¡Adelante la isla! (1982)
- Páginas de Sara Gallardo (1987)